# Bowers (Busunternehmen)

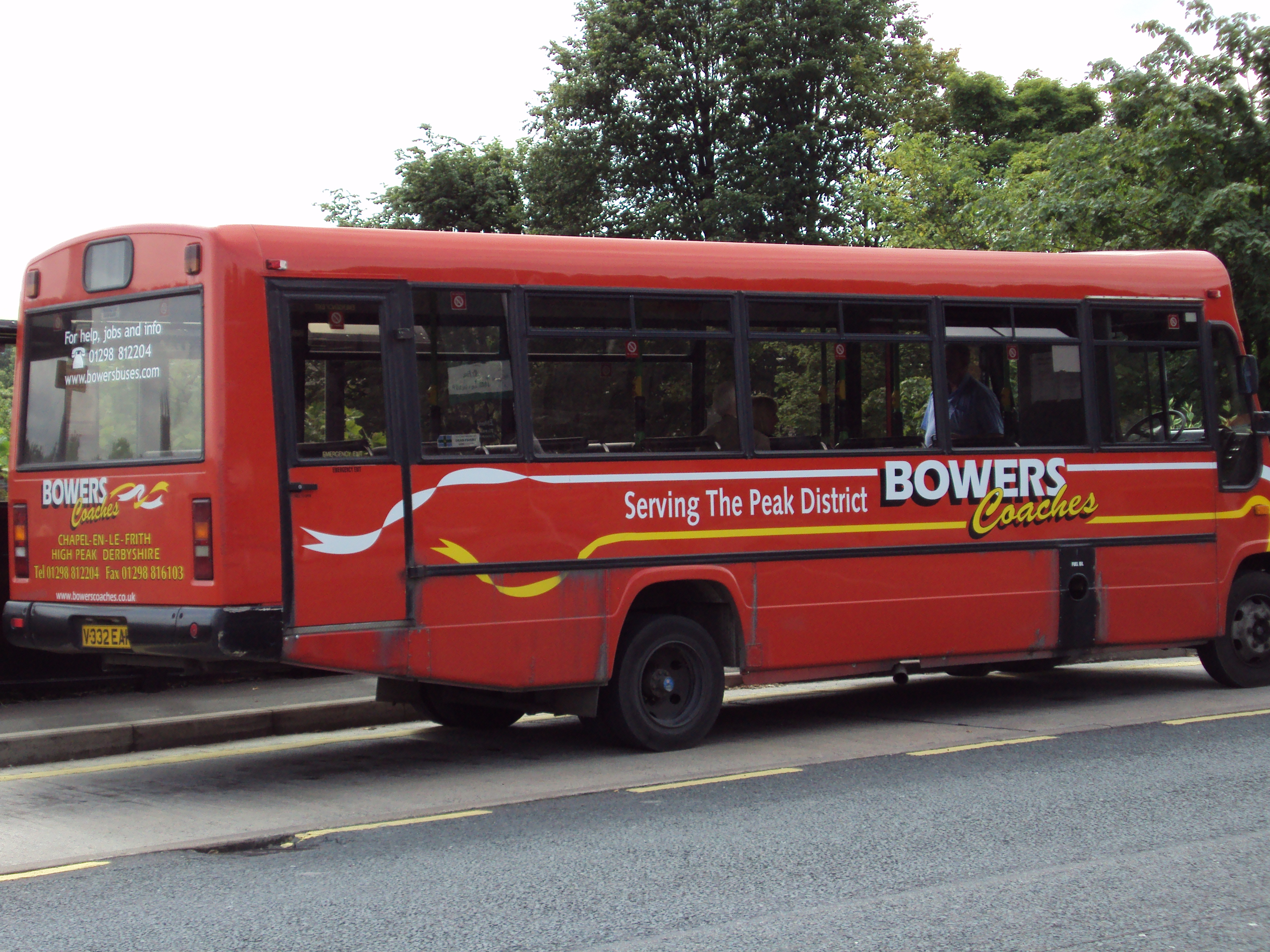
Ein Bus der Firma Bowers

Eric W. Bowers Coaches Limited, firmierend als Bowers oder auch High Peak Buses (früher Bowers Coaches) ist ein Busunternehmen mit Sitz im High-Peak-Bezirk in Derbyshire in Großbritannien. 

## Übernahme durch Centrebus
Bowers ist eine Tochtergesellschaft des Konzerns Centrebus, vor 2007 war es ein unabhängiges Familienunternehmen. Nach dem Kauf durch Centrebus im Jahr 2007 wurde die Firma von "Bowers Coaches" in "Bowers" umbenannt, die juristische Person des Unternehmens ist aber immer noch "Eric W. Bowers Coaches Limited". Nach der Übernahme wurde ein Großteil der Busse in Orange und Blau (Farben von Centrebus) umlackiert, sie fahren aber weiterhin unter dem Namen Bowers. Die im Frühjahr 2010 auf der Route 27 neu in Betrieb genommenen Busse fahren mit der Bezeichnung "Cheshire Connect operated by Centrebus".

## Buslinien
Das Unternehmen betreibt Busverbindungen um die Städte Buxton, Glossop und New Mills, im High-Peak-Bezirk und einigen umliegenden Gebieten wie der Stadt Marple in Stockport und Ashbourne in den Derbyshire Dales. 
Der High-Peak-Bereich ist ein touristisches Gebiet. Im Sommer gibt es einen großen Zustrom von Besuchern, für die das Bowers-Busnetz Verbindungen zwischen den wichtigsten Städten wie Buxton, Glossop und Ashbourne sowie weiteren Zielen anbietet.
Aufgrund der hohen Nachfrage wurden im Jahr 2009 zwei neue Niederflurbusse mit zusätzlichen Sitzplätzen angeschafft. Diese emissionsarmen Busse (Euro-5-Norm) haben eine "Go-Green"-Lackierung zur Förderung der Umweltverträglichkeit von Busreisen.
In Cheshire arbeitet Bowers auf einer Reihe von wichtigen Buslinien mit anderen Partnern zusammen, einschließlich der wichtigen Strecke von Knutsford nach Macclesfield (Werk von AstraZeneca). Als eine der ersten Buslinien erhalten die Fahrgäste dort Informationen durch Satellitenortung.

## Busreisen
Das Unternehmen entstand unter dem Namen Bowers Coaches (coach = Reisebus) und verwendete diesen Namen bis einige Zeit nach der Übernahme durch Centrebus, da das 1952 gegründete Unternehmen als Transportservice bzw. Abholservice begann. Erst später hatte das Unternehmen seine Fahrtätigkeit auf Buslinien erweitert, vor allem nach der Deregulation des Busverkehrs 1986. 
Unter Centrebus wurde die Entscheidung getroffen, dass der Transportservice nicht mehr überlebensfähig sei und nicht in das Betätigungsfeld passe. Deshalb wurde der Namensteil "Coaches" aus dem Firmennamen entfernt. Trotzdem können weiterhin private Fahrten gebucht werden.